# Sittine d'Illiger
Xenops genibarbis
Espèce
Statut de conservation UICN

 LC  : Préoccupation mineure
La Sittine d'Illiger (Xenops genibarbis) est une espèce de passereaux de la famille des Furnariidae (Furnariidés en français).

## Taxinomie
Des études phylogénétiques en 2023 ont reconnu la Sittine brune (Xenops minutus) comme espèce à part entière.

## Description
La Sittine d'Illiger a une taille comprise entre 11 et 13 cm. Elle a la calotte et la nuque brun foncé avec d'étroites lignes gris foncé. Le scapulaire et le dos sont cannelle foncé. Le croupion et les sus-caudales fauve. La couverture alaire est noire avec les extrémités cannelle foncé. Les primaires et les secondaires sont noires avec une large bande fauve en leur milieu. Les secondaires sont largement tachetées de cannelle foncé tandis que les primaires en sont bordées. Un étroit trait blanc passe au-dessus de l'œil. Les lores sont grisâtres tandis que la plage auriculaire est brun foncé striée de blanc. La gorge et le menton sont blanchâtres. Le dessous du plumage est grisâtre avec les sous-caudales roux foncé et les couvertures sous-alaires ocre.

## Répartition
La Sittine d'Illiger se rencontre du Sud-Est du Mexique à travers toute l'Amérique centrale. Du Nord-Ouest de la Colombie à l'Ouest de l'Équateur en passant par l'Est du Pérou et le Nord de la Bolivie. Du Venezuela à la Guyane française, au Guyana et au Surinam en passant par l'Est du Paraguay, l'Ouest et la moitié nord du Brésil jusqu'à l'extrême Nord de l'Argentine. 

## Habitat
Elle fréquente les plaines et les forêts humides.

## Alimentation
Elle se nourrit d'insectes.

## Sous-espèces
D'après la classification de référence (version 14.1, 2024) du Congrès ornithologique international, cette espèce est représentée par les dix sous-espèces suivantes (ordre phylogénique) :
- Xenops genibarbis mexicanus Sclater, 1857
- Xenops g. ridgwayi Hartert & Goodson, 1917
- Xenops g. littoralis Sclater, 1862
- Xenops g. neglectus Todd, 1913
- Xenops g. remoratus Zimmer, 1935
- Xenops g. ruficaudus (Vieillot, 1816)
- Xenops g. olivaceus Aveledo & Pons, 1952
- Xenops g. obsoletus Zimmer, 1924
- Xenops g. genibarbis Illiger, 1811